# Verkkokari (ö i Satakunta, Björneborg, lat 61,84, long 21,44)
Verkkokari är en ö i Finland. Den ligger i Bottenhavet och i kommunen Sastmola i den ekonomiska regionen  Björneborgs ekonomiska region i landskapet Satakunta, i den västra delen av landet. Ön ligger omkring 42 kilometer norr om Björneborg och omkring 260 kilometer nordväst om Helsingfors.
Öns area är 1,9 hektar och dess största längd är 180 meter i nord-sydlig riktning.